# إيثيلرد (لورد المرسيين)
إيثيلرد (و. – 911 م) أصبح حاكمًا لمرسيا الإنجليزية بعد وقت قصير من وفاة أو اختفاء آخر ملوكها، سيولولف الثاني ‏، عام 879. كان حكم إيثيلرد مقتصراً على النصف الغربي، حيث كان شرق مرسيا آنذاك جزءًا من دانلو التي يحكمها الفايكنج.
.

## مناصب
تولى منصب عاهل
.